# Le Palais
Le Palais (bretonisch Porzh-Lae) ist eine französische Gemeinde mit 2576 Einwohnern (Stand 1. Januar 2022) im Département Morbihan in der Region Bretagne auf der Atlantik-Insel Belle-Île.

## Geschichte
Heinrich II. erbaute in Le Palais 1572 eine Zitadelle oberhalb des strategisch wichtigen Hafens. Ende des 17. Jahrhunderts nahm Sébastien Le Prestre de Vauban, der berühmte Militäringenieur Ludwigs XIV., einige Änderungen vor. Im Siebenjährigen Krieg wurde die Zitadelle 1761 von den Engländern erobert. Die Zitadelle diente bis 1961 als Gefängnis und Kaserne. Heute wird sie als Museum genutzt und trägt den Namen Citadelle Vauban.

## Bevölkerungsentwicklung
| Jahr                       | 1962 | 1968 | 1975 | 1982 | 1990 | 1999 | 2010 | 2019 |
| -------------------------- | ---- | ---- | ---- | ---- | ---- | ---- | ---- | ---- |
| Einwohner                  | 2728 | 2661 | 2634 | 2389 | 2435 | 2457 | 2552 | 2544 |
| Quellen: Cassini und INSEE |      |      |      |      |      |      |      |      |

## Verkehrsanbindung
Le Palais ist der Fährhafen für die Insel Belle-Île. Es besteht eine ganzjährige Fährverbindung zwischen Quiberon und Le Palais. Saisonale Verbindungen bestehen nach Vannes, Port Navalo, Le Croisic und La Turballe. Am Hafen befindet sich ein Gare Maritime. Eine weitere saisonale Verbindung zum Festland gibt es zwischen der Nachbargemeinde Sauzon und Quiberon.
Der vordere, größere Teil des Hafens ist tideabhängig. Der hintere, schlauchartige Teil des Hafens, der von kleineren Motor- und Segelyachten genutzt wird, wird mit einer Dockschleuse verschlossen, um den Wasserstand bei Ebbe zu halten. Die Boote lägen ansonsten auf Grund. Neben der Schleuse bietet eine Schiebebrücke Personen einen Übergang über das Hafenbecken. Etwa 250 m weiter befindet sich eine kleine Klappbrücke für den Straßenverkehr.

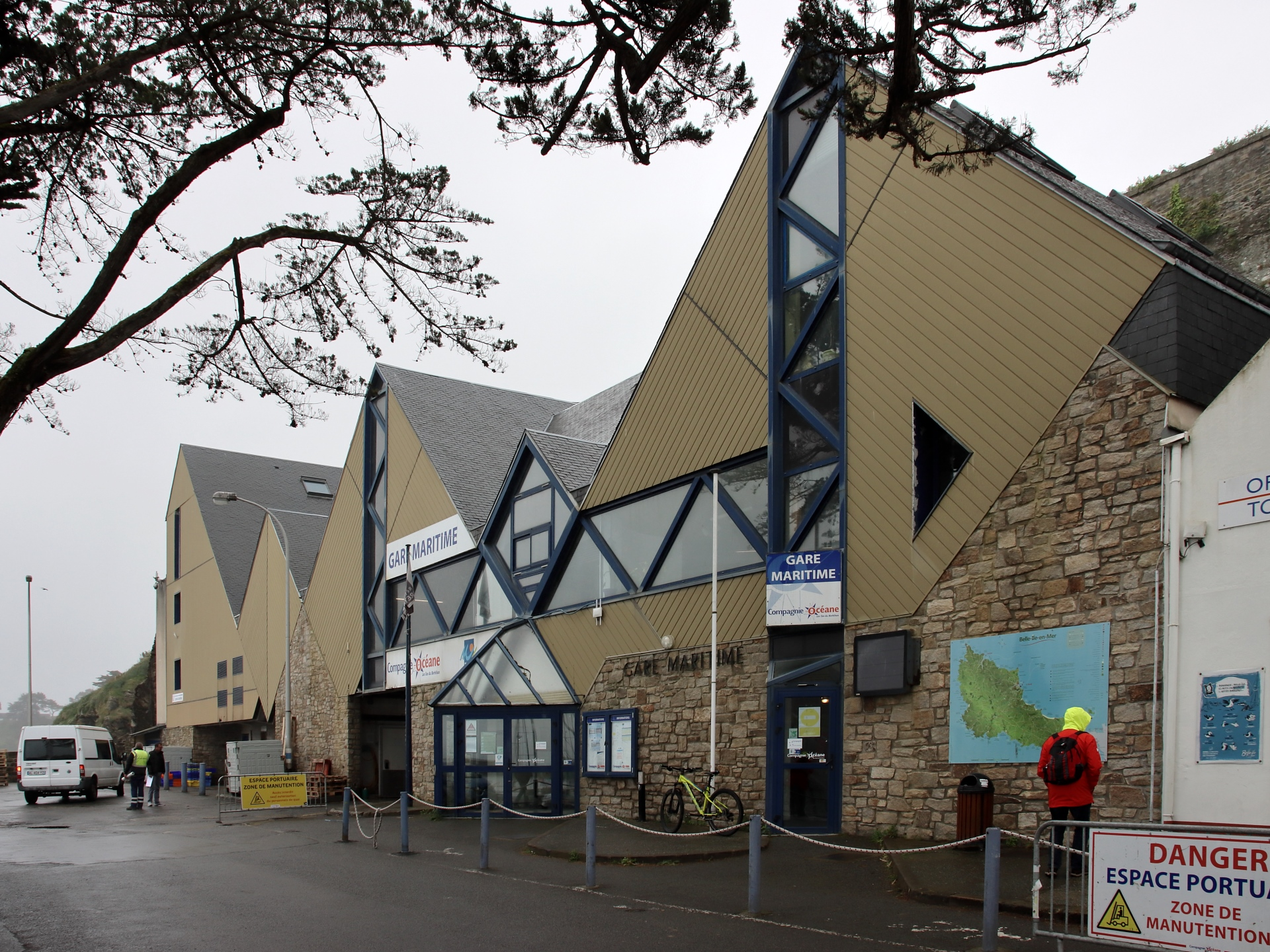
Gare Maritime am Hafen von Le Palais
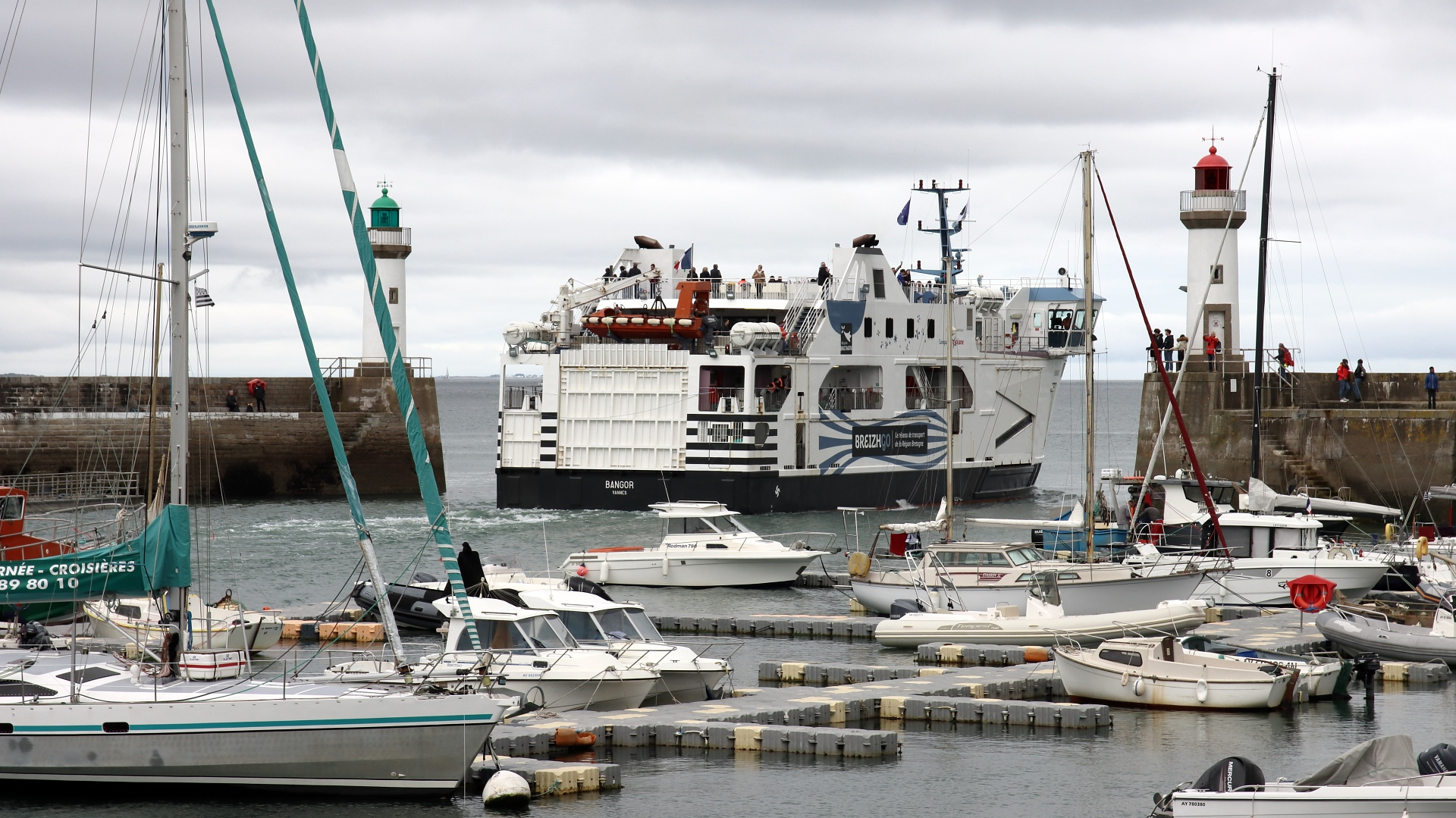
Die Fähre Bangor verlässt den Hafen in Richtung Festland
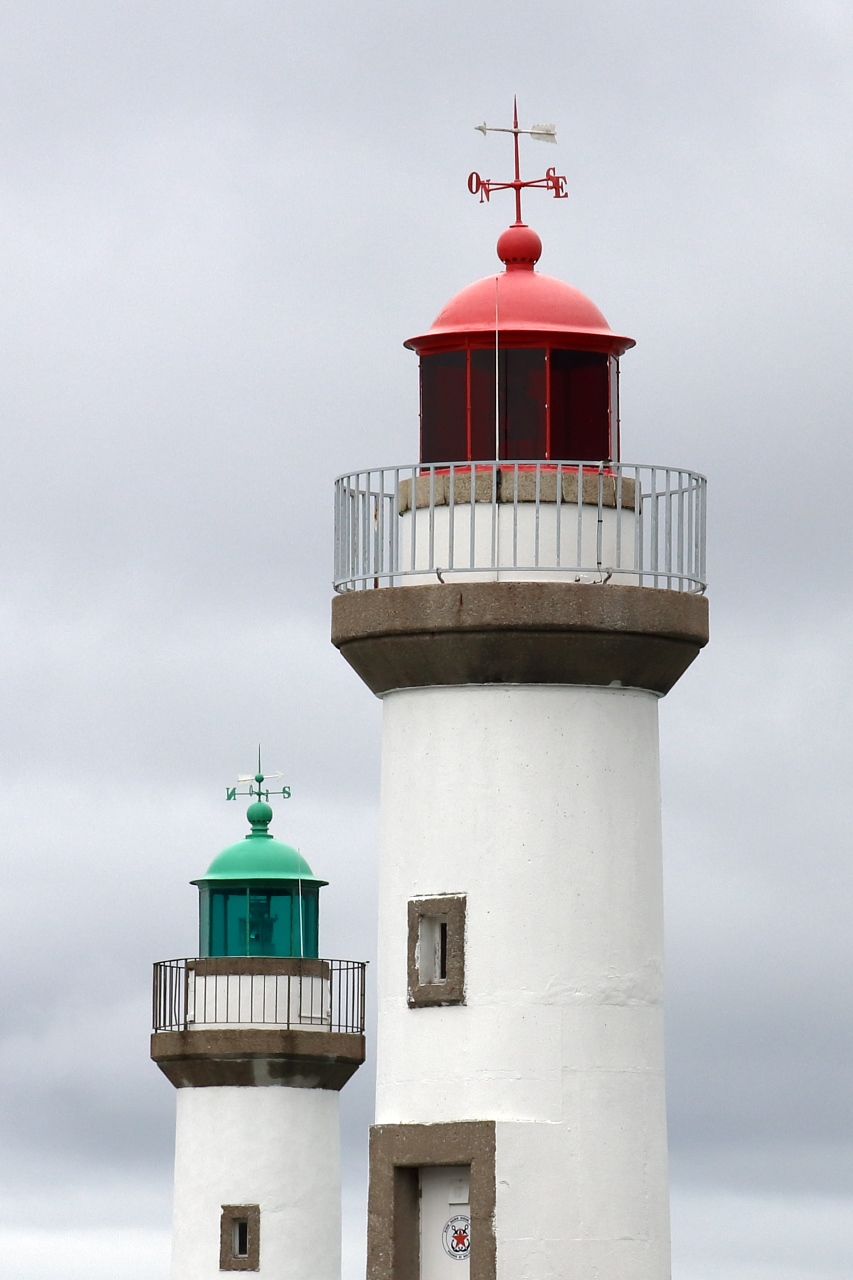
Molenfeuer an der Hafeneinfahrt von Le Palais
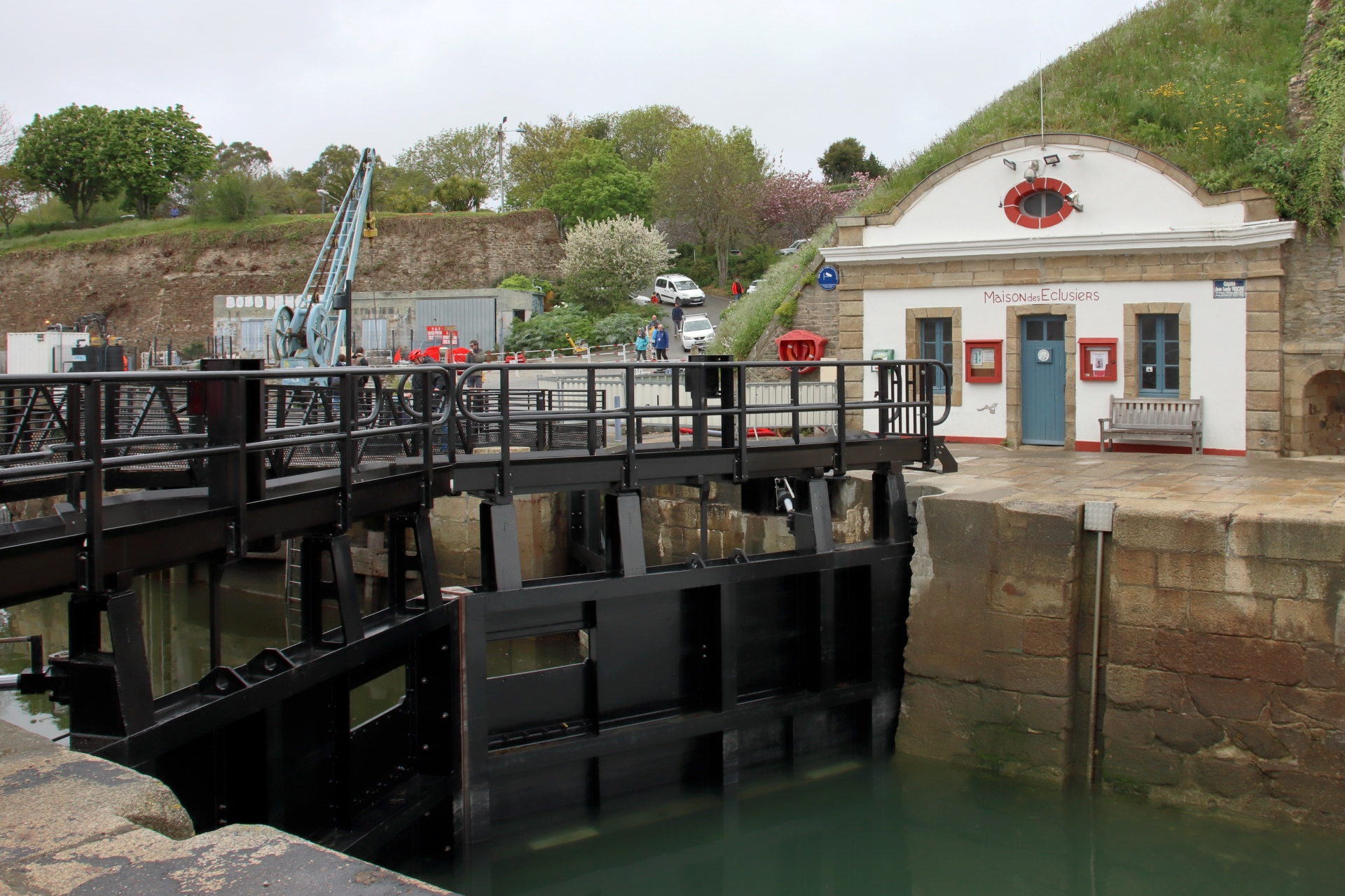
Dockschleuse mit altem Wärterhaus im Hafen von Le Palais
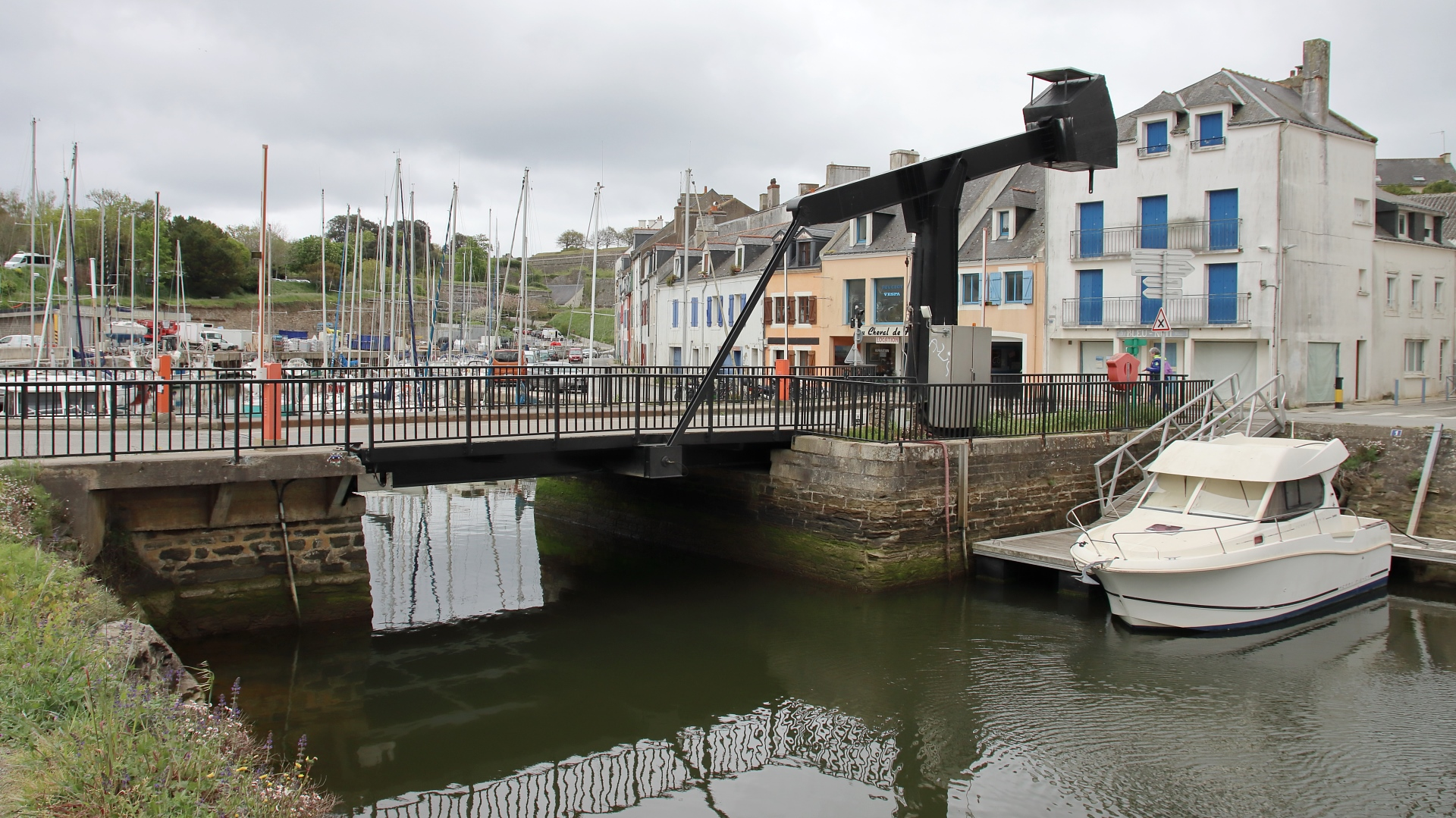
Klappbrücke über das hintere Hafenbecken in Le Palais

## Sehenswürdigkeiten

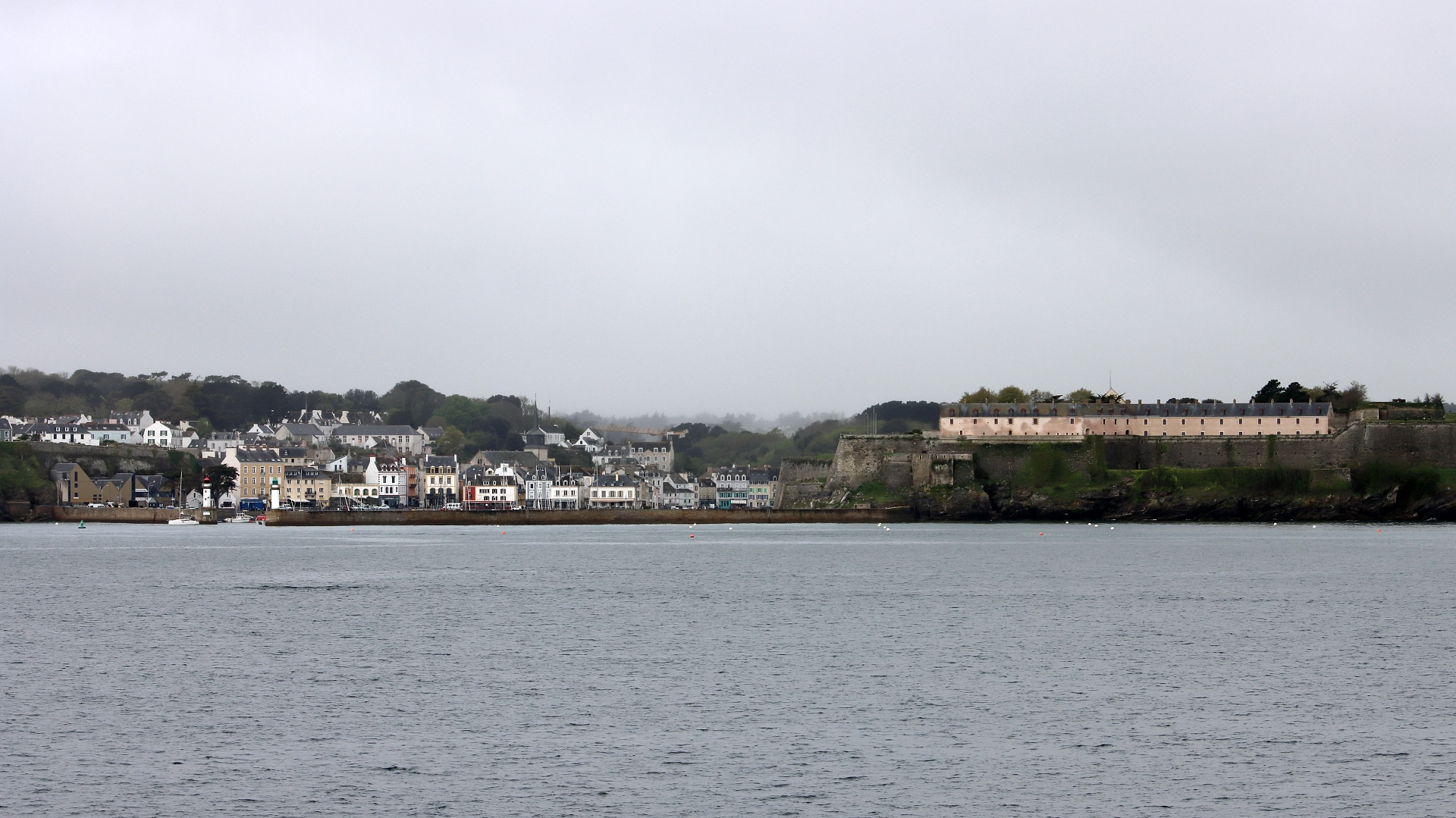
Ort und Zitadelle von See
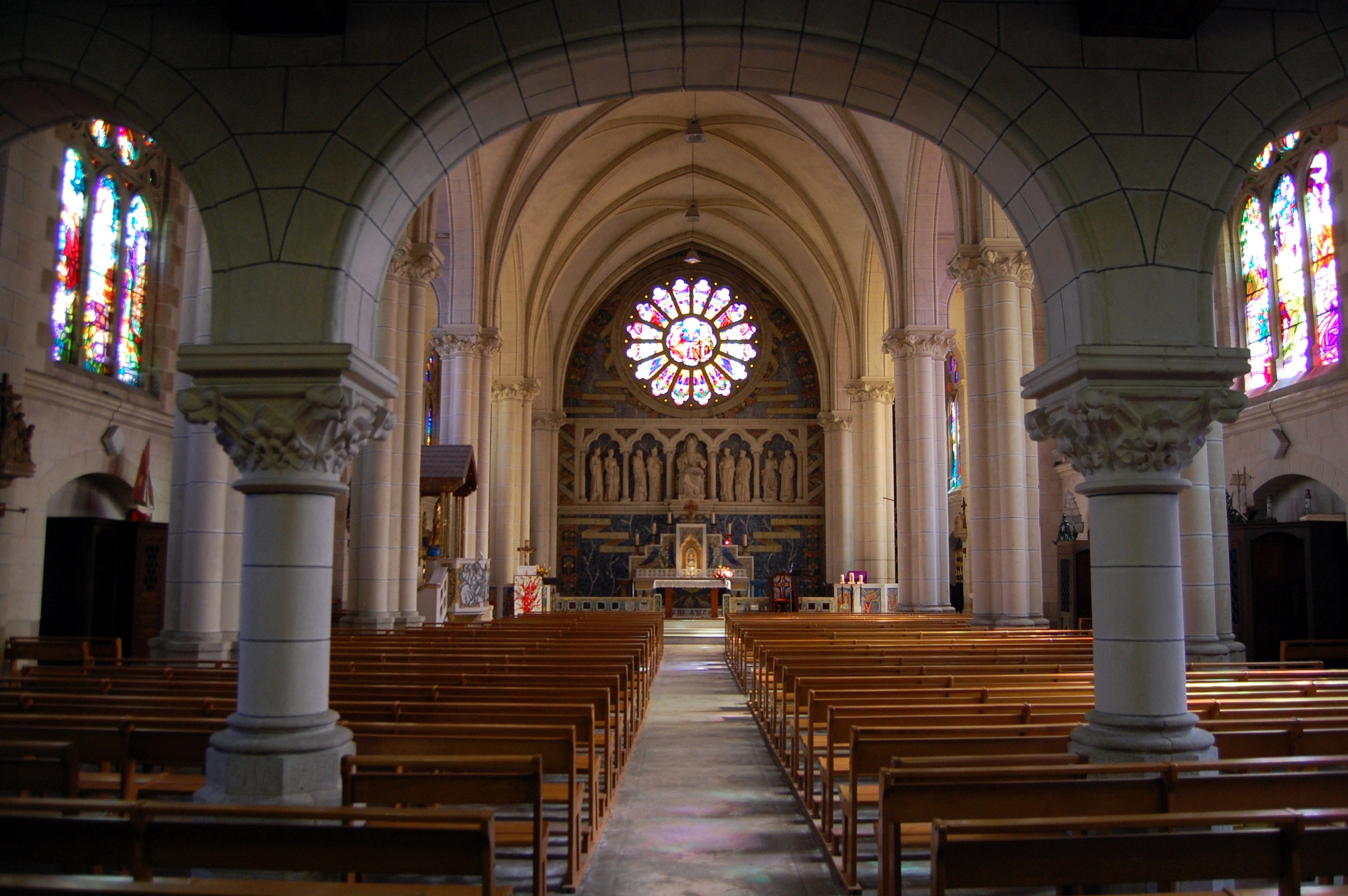
Innenraum der Kirche Saint Gerons
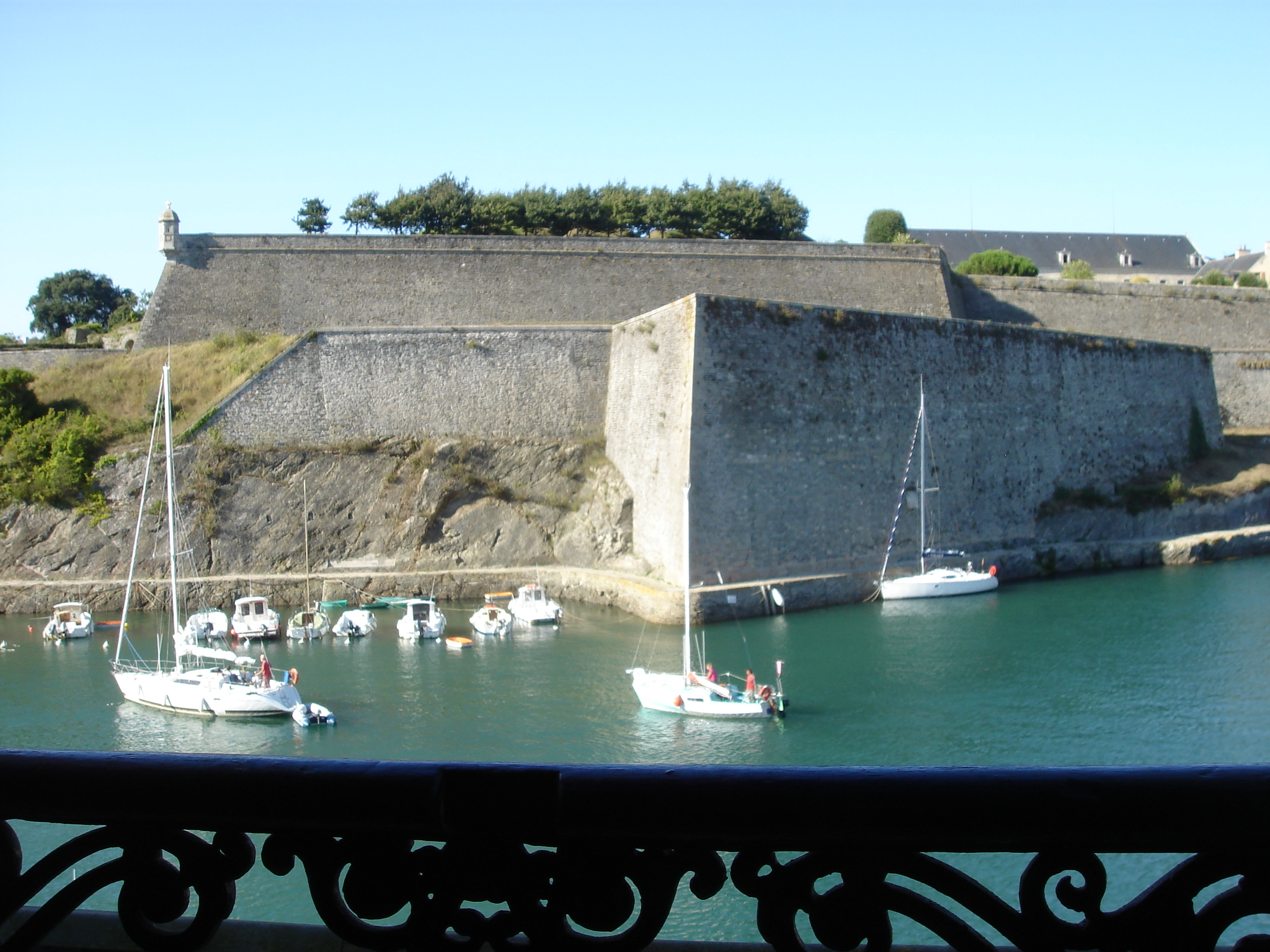
Außenansicht der Zitadelle
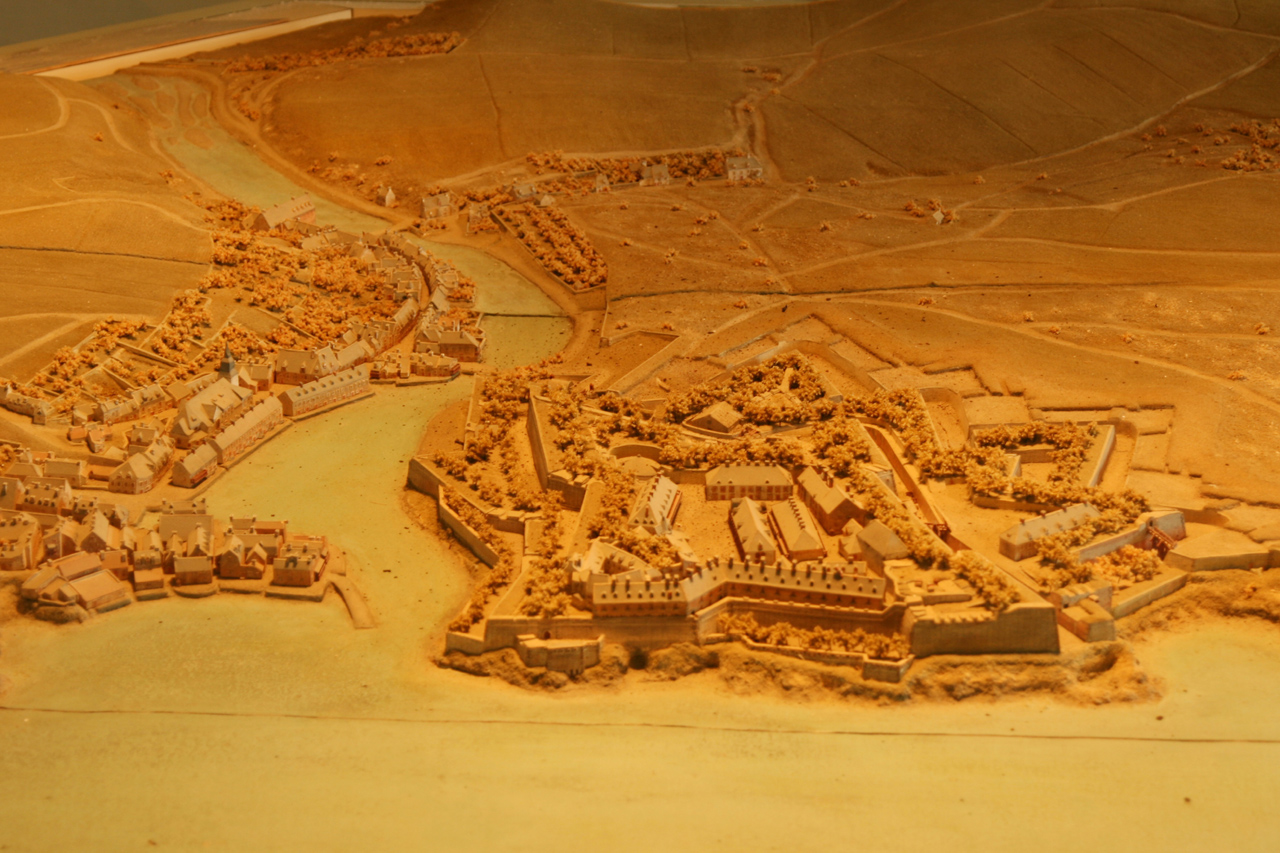
Modell von Le Palais mit der Zitadelle (rechts)
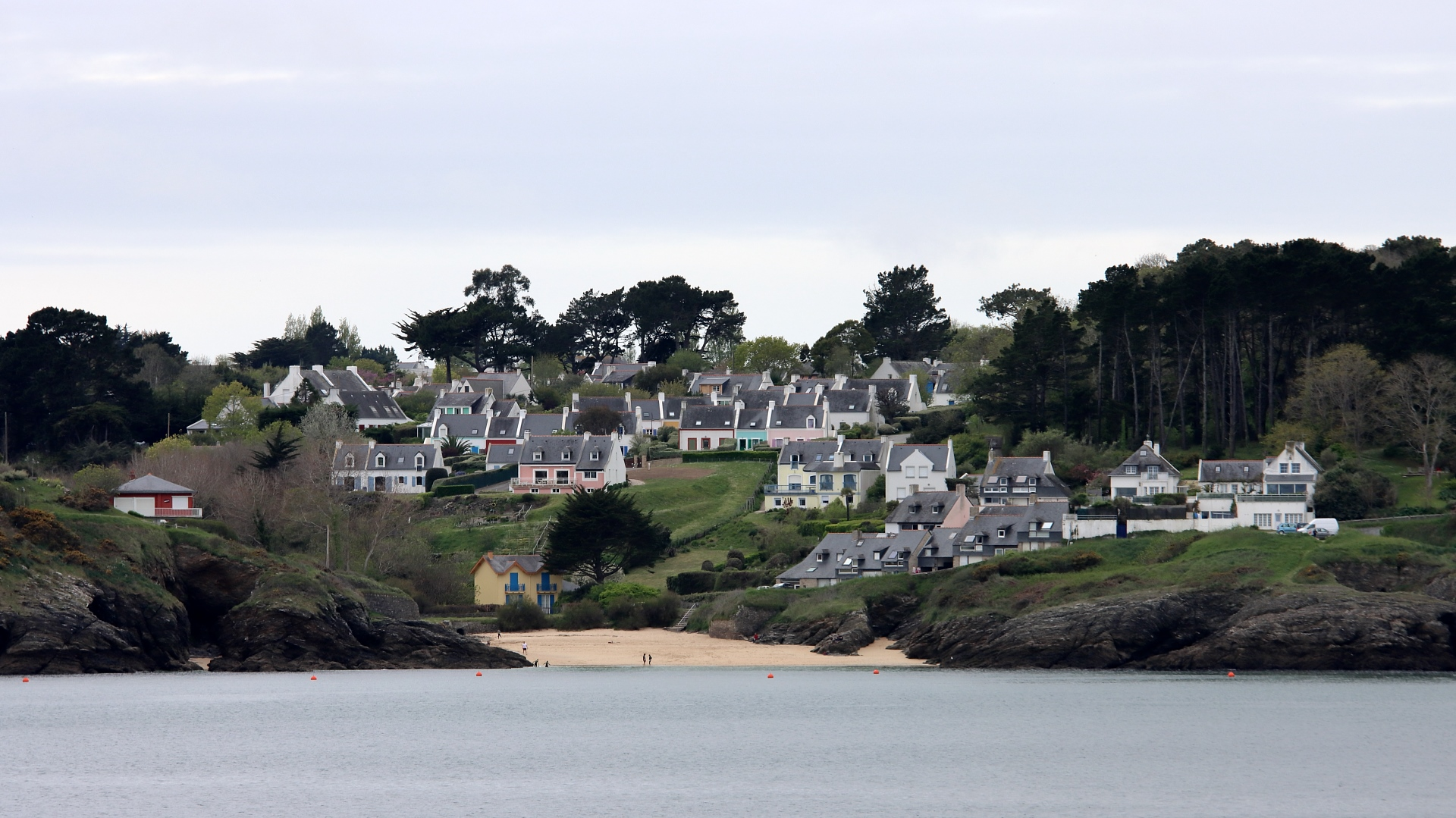
Der Ortsteil Ramonette mit seinem Strand

## Persönlichkeiten
- Jean Le Garrec (1929–2023), Politiker
- Jean-Baptiste Philibert Willaumez (1761–1845), Admiral